# Bakonyszombathely
Bakonyszombathely là một thị trấn thuộc hạt Komárom-Esztergom, Hungary. Thị trấn này có diện tích 36,53 km², dân số năm 2010 là 1426 người, mật độ 39 người/km².